# George Hair
George Hair (28 tháng 4 năm 1925 – 1994) là một cầu thủ bóng đá người Anh từng thi đấu ở vị trí tiền vệ chạy cánh.